# Earl Warren
Earl Warren, född 19 mars 1891 i Los Angeles, Kalifornien, död 9 juli 1974 i Washington, D.C., var en amerikansk politiker och jurist som var Kaliforniens guvernör 1943–1953 och chefsdomare i USA:s högsta domstol 1953–1969. Warren är främst känd för att ha varit ordförande i, och givit namn åt, den kommission som tillsatts för att utreda mordet på USA:s president John F. Kennedy 1963 - Warrenkommissionen.

## Tidigt liv och karriär
Earl Warren föddes i Los Angeles som son till den norskfödde Matt Warren och den svenskfödda Christine "Crystal" Hernlund. Warren växte upp i Bakersfield där han gick i high school. 1914 tog han sin juristexamen och blev samma år medlem av delstatens advokatsamfund.
Han arbetade i privata advokatfirmor i San Francisco-området och blev sedan distriktsåklagare för Alameda County 1925 när hans företrädare avgick. 1939 blev han attorney general för delstaten Kalifornien.
Warren gifte sig med den svenskfödda Nina Palmquist Meyers med vilken han fick sex barn.

## Guvernör för delstaten Kalifornien, 1943-1953

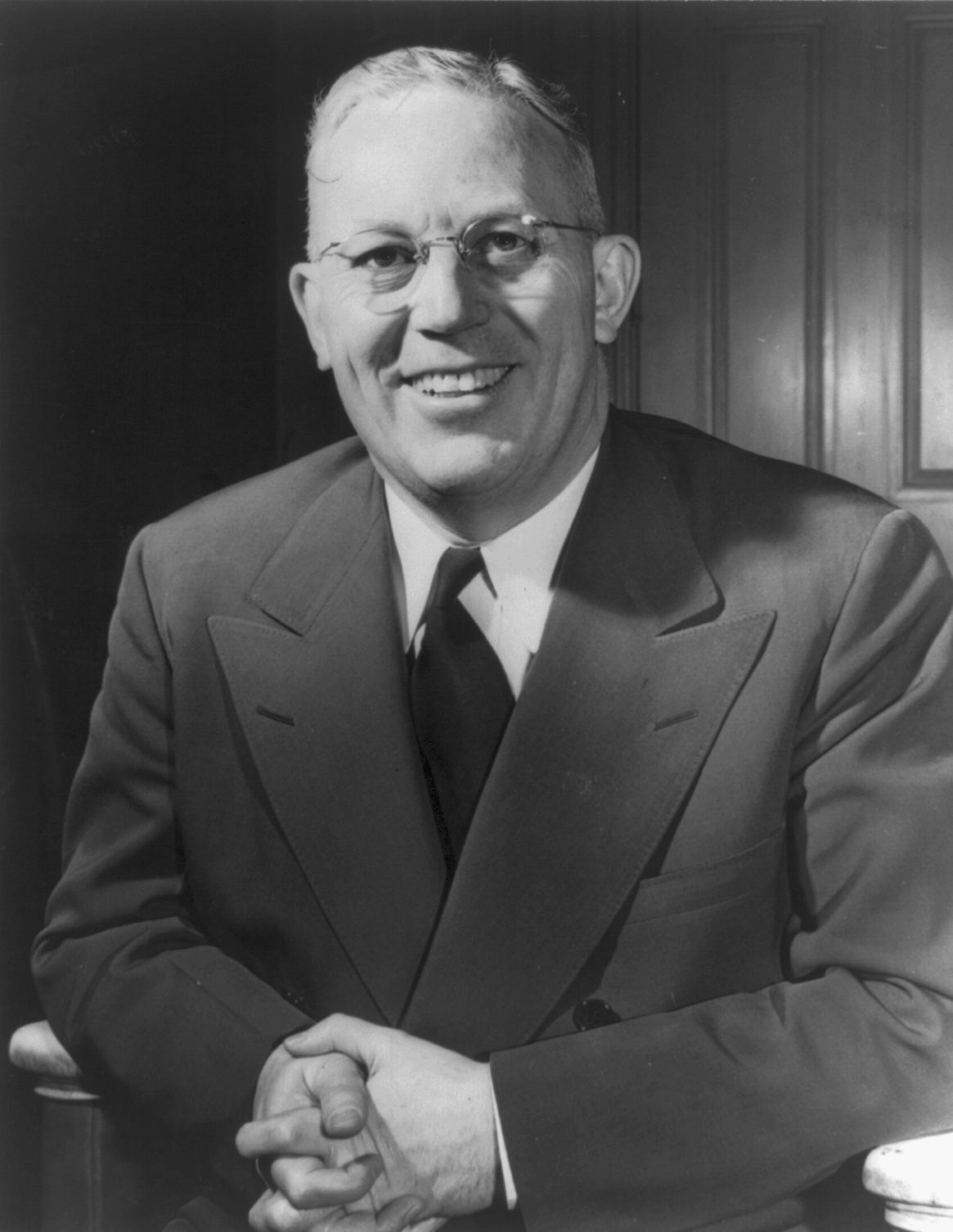
Guvernör Earl Warren

1942 valdes Warren till Kaliforniens guvernör efter att ha besegrat den sittande guvernören Culbert Olson som han hade anklagat för att vara alltför vänstervriden. Han omvaldes 1946 där han vann inte bara det republikanska primärvalet utan även de demokratiska och progressiva primärvalen. Han omvaldes i november 1950 också på guvernörsposten som republikan. Hans demokratiske motkandidat den gången var den avlidne presidenten Franklin Roosevelts son, James Roosevelt.
Som guvernör stödde han under andra världskriget interneringen av de japanskfödda amerikanarna misstänkta för illojalitet med sitt nya hemland, något som han lär ha ångrat. Efter kriget byggde Warren upp infrastrukturen och universitetsväsendet i delstaten.
1948 blev han republikanernas vicepresidentkandidat tillsammans med New York-guvernören Thomas Dewey. De förlorade dock valet mot demokraternas kandidater Harry Truman och Alben Barkley.
1952 försökte Warren bli republikanernas kandidat till presidentposten men förlorade nomineringen till Dwight D. Eisenhower som utsåg Warrens politiske fiende Richard Nixon till sin parhäst. Warren ansåg att Nixon hade huggit honom i ryggen genom att leverera Kaliforniendelegationen till Eisenhower och blev därför alltmer kritisk till Nixon.

## Warrendomstolen, 1953-1969
President Eisenhower hade planer på att göra Warren antingen till inrikesminister eller justitieminister. Eisenhower bestämde sig för det senare och skulle offentliggöra detta - men då dog plötsligt den sittande chefsdomaren Fred Vinson. Earl Warren verkade som klippt och skuren för posten.
Men han var dock inte den ende kandidaten som chefsdomare. Eisenhower tänkte ge den sittande utrikesministern John Foster Dulles en chans. Dulles hade nämligen tjänstgjort som bolagsadvokat innan han gav sig in i utrikespolitiken. Presidenten tyckte dock att Dulles var för gammal. Fler tänkbara kandidater var HD-domaren Harold Burton, dennes kollega Robert Jackson, förre presidentkandidaten John W. Davis, chefsdomaren i New Jerseys högsta domstol Arthur Vanderbilt eller den federale distriktsdomaren Orrie Phillips.
Han beslutade sig till sist för att utnämna Warren, men stötte på motstånd i form av ordföranden i senatens justitieutskott, William "Wild Bill" Langer, som höll på godkännandet av Warren fram till våren 1954. Till dess blev Warren utsedd till domstolen som ett tillfälligt förordnande när senaten inte var i session, ett så kallat recess appointment. Eisenhower påstås ha sagt senare att utnämningen av Warren var det värsta misstag han gjorde som president.
Vid domstolen var han under åren 1953 till 1969 delaktig i flera lagändringar; såsom Hernandez vs Texas 1954, som gav mexikanska amerikaner rätt att sitta i juryer och Miranda vs Arizona från 1966 som etablerade brottsmisstänktas rätt att bli upplysta om sina rättigheter och sin rätt till juridiskt ombud.
Men inget domslut var så kontroversiellt som Brown vs Board of Education 1954. Detta slog ner på rassegregationen i skolväsendet och därmed den juridiska doktrinen "åtskilda men jämlika" från Melville Fullers dagar som författningsvidrig.
I sitt domslut sa Warrendomstolen att Vi anser hänför att i systemet med ett offentligt skolväsende att det inte finns någon plats för doktrinen "åtskilda men jämlika". Skilda undervisningslokaler för svarta och vita är därför icke jämlika
Det gav honom föga stöd från president Eisenhower som ville hålla en "medelväg mellan extremister" både från höger och vänster. Men detta domslut liksom andra liberala dito gav honom till slut stöd från demokrater såsom John F Kennedy och Lyndon B. Johnson.
Han var glad att efter Kennedys seger i presidentvalet 1960 få förestava presidenteden för den unge demokraten vilken Warren kom väl överens med. Det påstås att Kennedy och Warren hade suttit och fnittrat tillsammans när nyheten om Nixons nederlag i det kaliforniska guvernörsvalet 1962 blivit känt. Hans försök att ge medborgarrättskämpar samt påstådda kommunister och brottslingar "a benefit of a doubt" gladde vänsterliberaler men gjorde samtidigt sydstatare uppretade som krävde att Warren skulle ställas inför riksrätt.

### Utredningen av Kennedy-mordet
Efter mordet på president John F. Kennedy bads Warren av president Johnson att bli ordförande i den kommission som skulle utreda dådet (en annan av medlemmarna var den blivande presidenten Gerald Ford). Warrenkommissionens slutsats blev att Lee Harvey Oswald ensam hade avlossat 3 kulor från sin arbetsplats Texas School Book Depository och att det sista skottet varit dödande. Oswald skulle enligt utfallet inte heller haft någon medbrottsling i förberedelserna. Allt detta ifrågasattes genast av en majoritet av det amerikanska folket som menade att många fakta i målet hemlighölls. Konspirationsteoretiker runt om i världen vänder sig fortfarande mot utslaget från denna kommission.

## Pensioneringen
När Robert Kennedy mördades 1968 beslöt Warren att pensionera sig av rädsla för att hans kombattant Nixon skulle vinna det allmänna valet. President Johnson utnämnde den sittande HD-domaren Abe Fortas till Warrens ersättare vilket dock sablades ner i senaten p.g.a. Fortas' tvivelaktiga ekonomiska transaktioner och lojalitetsband med president Johnson. Detta tvingade Warren att stanna kvar över presidentvalet. Något han velat undvika.
Han tvingades så 1969 förestava presidenteden för sin rival Nixon, precis som han tidigare gjort för Eisenhower, Kennedy och Johnson. Warren pensionerade sig sedan under samma år från Högsta Domstolen och lämnade över till Warren Burger.
Innan han 1974 gick ur tiden fick Warren se sin gamle antagonist, och USA:s dåvarande president, Nixon sjunka allt djupare i Watergateträsket. Han dog dock en månad innan Nixon i augusti 1974 tvingades avgå.
Warren tilldelades postumt Frihetsmedaljen 1981.